# Johann Georg Canzler
Johann Georg Canzler, född 1740 och död 1809 var en tysk diplomat.
Johann Georg Canzler var 1768-1775 sachsisk legationssekreterare i Stockholm, han utgav det mycket vederhäftiga arbetet Mémoires pour servir a`la connoissance des affaires politiques et économiques du royaume de Suède (2 band, 1776), en av de första för utlandet avsedda redogörelserna för svenska statliga förhållanden.